# رووز (اکلاهما)
رووز(به انگلیسی: Rose) شهری در ایالت اکلاهما کشور ایالات متحده آمریکا است که جمعیت آن در سرشماری سال ۲۰۱۰ میلادی، ۲۸۵ نفر بوده‌است.